# Bettina Meske

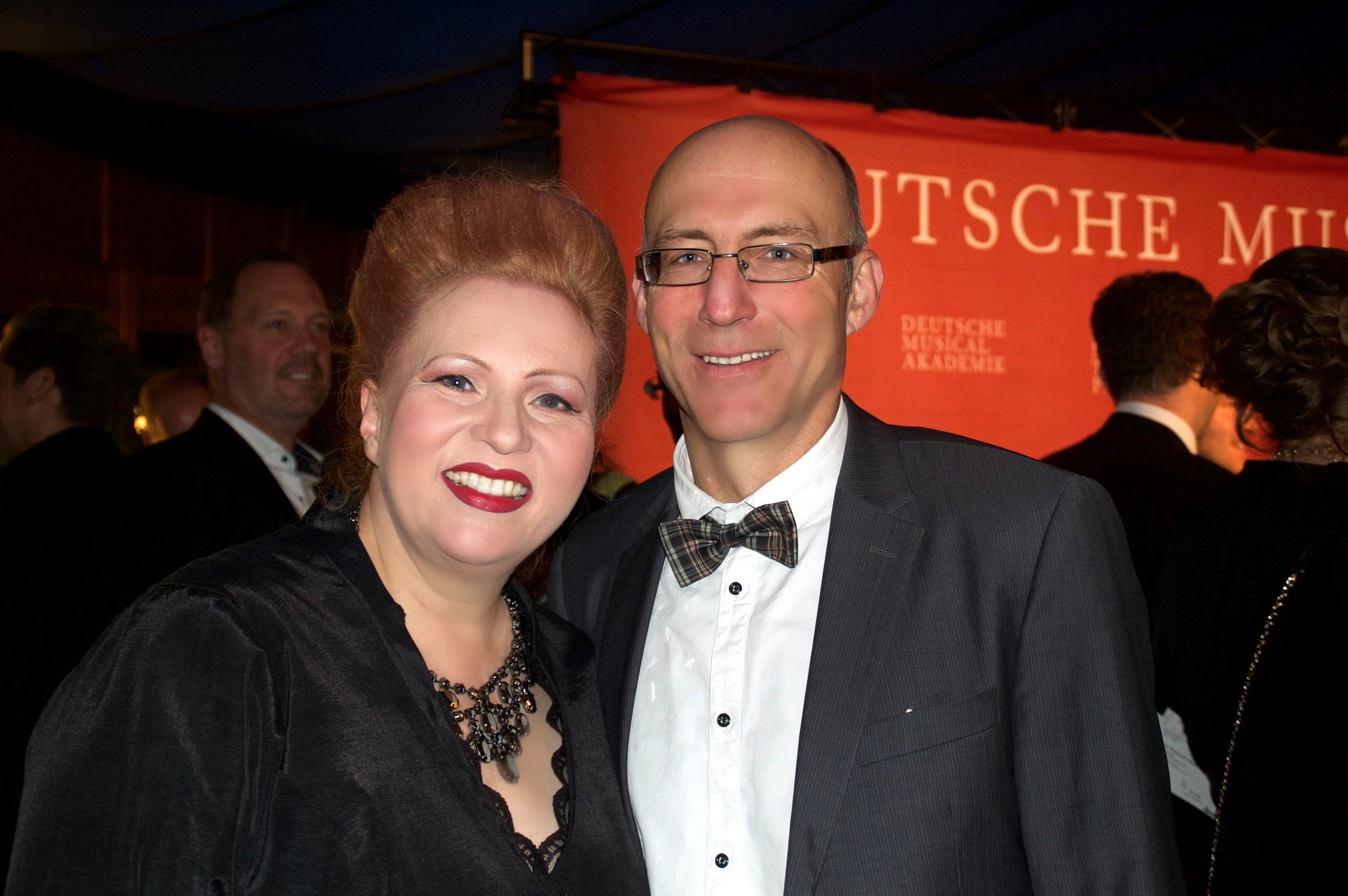
Bettina Meske mit dem Schriftsteller Ewald Arenz (2016)

Bettina Meske (* in Berlin) ist eine deutsche Schauspielerin und Musicaldarstellerin.

## Leben
Bettina Meske absolvierte ihre Ausbildung am Tanz-Gesang-Studio des Theater an der Wien und als Sängerin, Schauspielerin, Songwriterin und Produzentin.
Ihr erstes Solo-Album veröffentlichte Meske unter dem Titel b-way, 2013 folgte das zweite Album Made in Berlin. Im Sommer 2018 war Meske in Les Misérables an der Freilichtbühne Tecklenburg in der Rolle von Madame Théndardier zu sehen.
Als Mitglied der Deutschen Musical Akademie war Meske Mitglied der Jury beim Deutschen Musical Theater Preis 2015 und 2016. Im letzteren Jahr wurde Meske für ihre Rolle von Woolf in Der Tunnel selbst bei der Preisverleihung als beste Nebendarstellerin ausgezeichnet.

## Engagements (Auswahl)
- 2007: Miami Nights, Freilichtspiele Tecklenburg (Rolle der Präsidentin)
- 2009: Marie Antoinette, Musical Theater Bremen (Rolle von Madame Juliette Lapin)
- 2014: How to succeed in business without really trying in Hannover (Rolle von Miss Jones)[4]
- 2015: Der Tunnel, Stadttheater in Fürth (Rolle von Woolf)[5]
- 2018: Les Misérables, Freilichtspiele Tecklenburg (Rolle von Madame Théndardier)
- 2019: Doktor Schiwago, Freilichtspiele Tecklenburg